# Weera Koedpudsa
Weera Koedpudsa (Nan, 1 de julho de 1984) é um futebolista profissional tailândes, goleiro.
Em 21 de fevereiro de 2017, Weera foi acusado de manipulação de resultados em vários jogos do campeonato. Ele foi preso pela polícia tailandesa real e banido do futebol por toda a vida.

## Títulos

### Clubes
Bangkok United
- Thai Premier League (1): 2006

### Internacionais
Seleção Tailandesa Sub-23
- Sea Games  Medalha de Ouro (1); 2007